# Індекс глобальної конкурентоспроможності

Індекс конкурентоспроможності (2008–2009): важливий показник світової торгівлі.

І́ндекс глоба́льної конкурентоспромо́жності (англ. The Global Competitiveness Index) — всеосяжне дослідження і супутній йому рейтинг країн світу, за показником економічної конкурентоспроможності. Розрахований за методикою Всесвітнього економічного форуму (ВЕФ), заснованій на зіставленні загальнодоступних статистичних даних і підсумків загального опитування керівників компаній — великого щорічного дослідження, яке проводиться ВЕФ разом з мережею партнерських організацій — провідних дослідницьких інститутів і організацій у країнах, аналізованих у звіті. Дослідження проводиться з 1979 року і в цей час представляє найповніший перелік показників конкурентоспроможності по різних країнах світу.
У звіті «оцінюється спроможність країн забезпечити високий рівень процвітання власних громадян». Це водночас залежить від того, наскільки продуктивно країна використовує наявні ресурси. Через це, Індекс глобальної конкурентоспроможності вимірює сукупність (вплив) інститутів, політики та чинників, які визначають стійкий поточний та середньостроковий рівні економічного процвітання».
Індекс глобальної конкурентоспроможності складений зі 113 змінних, які докладно визначають конкурентоспроможність країн світу, що знаходяться на різних рівнях економічного розвитку. Набір змінних, на дві третини складається з результатів всеосяжного опитування керівників компаній (щоб охопити широке коло чинників, котрі впливають на бізнес-клімат в досліджуваних країнах), а на одну третину  — із загальнодоступних джерел (статистичні дані і підсумки досліджень, які здійснюються на постійній основі міжнародними організаціями). Всі змінні об'єднано до 12 контрольних показників, що визначають національну конкурентоспроможність:
1. Якість інститутів.
2. Інфраструктура.
3. Макроекономічна стабільність.
4. Здоров'я і початкова освіта.
5. Вища освіта і професійна підготовка.
6. Ефективність на ринку товарів і послуг.
7. Ефективність на ринку праці.
8. Розвиненість фінансового ринку.
9. Рівень технологічного розвитку.
10. Розмір внутрішнього ринку.
11. Конкурентоспроможність компаній.
12. Інноваційний потенціал.

## Звіт за 2013–2014 рік
Перші 30 місць звіту 2013–2014:
| Місце          | Місце                     | Країна            | Індекс |
| Станом на 2014 | Відносно торішнього звіту | Країна            | Індекс |
| -------------- | ------------------------- | ----------------- | ------ |
| 1              | ▬                         | Швейцарія         | 5,67   |
| 2              | ▬                         | Сінгапур          | 5,61   |
| 3              | ▬                         | Фінляндія         | 5,54   |
| 4              | ▲ (2)                     | Німеччина         | 5,51   |
| 5              | ▲ (2)                     | США               | 5,48   |
| 6              | ▼ (2)                     | Швеція            | 5,48   |
| 7              | ▲ (2)                     | Гонконг           | 5,47   |
| 8              | ▼ (3)                     | Нідерланди        | 5,42   |
| 9              | ▲ (1)                     | Японія            | 5,40   |
| 10             | ▼ (2)                     | Велика Британія   | 5,37   |
| 11             | ▲ (4)                     | Норвегія          | 5,33   |
| 12             | ▲ (1)                     | Тайвань           | 5,29   |
| 13             | ▼ (2)                     | Катар             | 5,24   |
| 14             | ▬                         | Канада            | 5,20   |
| 15             | ▼ (3)                     | Данія             | 5,18   |
| 16             | ▬                         | Австрія           | 5,15   |
| 17             | ▬                         | Бельгія           | 5,13   |
| 18             | ▲ (5)                     | Нова Зеландія     | 5,11   |
| 19             | ▲ (5)                     | ОАЕ               | 5,11   |
| 20             | ▼ (2)                     | Саудівська Аравія | 5,10   |
| 21             | ▼ (1)                     | Австралія         | 5,09   |
| 22             | ▬                         | Люксембург        | 5,09   |
| 23             | ▼ (2)                     | Франція           | 5,05   |
| 24             | ▲ (1)                     | Малайзія          | 5,03   |
| 25             | ▼ (6)                     | Південна Корея    | 5,01   |
| 26             | ▲ (2)                     | Бруней            | 4,95   |
| 27             | ▼ (1)                     | Ізраїль           | 4,94   |
| 28             | ▼ (1)                     | Ірландія          | 4,92   |
| 29             | ▬                         | КНР               | 4,84   |
| 30             | ▲ (1)                     | Пуерто-Рико       | 4,67   |

## Звіт за 2014–2015 рік
У рейтингу «Індексу глобальної конкурентоспроможності 2014–2015» Україна знаходилася на 76 місці (попереднього року посідала 84 місце). З інших пострадянських країн Російська Федерація за рік піднялася з 64 на 53 місце, Молдова з 89 на 82, Киргизстан зі 121 на 108, Азербайджан з 39 на 38 місце, Казахстан зберіг 50-у позицію, Вірменія опустилася з 79 на 85.

## Звіт за 2015–2016 рік
У рейтингу «Індексу глобальної конкурентоспроможності 2015–2016» Україна була на 79 місці зі 140 країн. Надійність банків України оцінили за найнижчим показником - 140 з 140, робота у сфері державного сектора - 130 зі 140, податкове навантаження на бізнес визначили на рівні 118 з 140.

## Звіт за 2016-2017 рік
У рейтингу «Індексу глобальної конкурентоспроможності 2016–2017» Україна знаходилася на 85 місці зі 138 країн.

## Звіт за 2017-2018 рік
В опублікованому в січні 2018 року рейтингу «Global Competitiveness Index 2017–2018 Rankings» Україна трохи піднялася (на чотири позиції) й опинилася на 81-у місці за Таджикистаном та Бразилією, перед Бутаном й Тринідадом і Тобаго.

## Звіт за 2018-2019 рік
Україна 2019 року, порівняно з 2018 роком, втратила дві позиції в Індексі глобальної конкурентоспроможності (Global Competitiveness Index, GCI) Всесвітнього економічного форуму (ВЕФ) й опустилася на 85-те місце зі 141 країни.
Згідно зі щорічним звітом ВЕФ, основний відкат стався у галузі фінансових систем, в якій рейтинг України опустився на 19 позицій — до 136-го місця, й у сфері охорони здоров'я — на 9 позицій, до 101-го місця.
Також дещо погіршилися показники впровадження ІКТ — із 77-го на 78-ме місце, макроекономічної стабільності — зі 131-го на 133-тє місце та інноваційних можливостей — із 58-го на 60-те місце.
Водночас другий рік поспіль, значно покращувалися позиції країни за критеріями "ринок товарів" — з 73-го на 57-ме місце, "ринок праці" — з 69-го на 66-те місце та "інституціональний розвиток" — зі 110-го на 104-те місце.

## Офіційні орієнтири України до 2020 року
Реалізація Стратегії сталого розвитку «Україна – 2020» розроблена за ініціативи Президента України П. Порошенка 2014 року, передбачала досягнення 25 ключових показників, що оцінюють хід виконання реформ та програм, третій з яких встановлював, що «за глобальним індексом конкурентоспроможності, який розраховує Всесвітній Економічний Форум (WEF), Україна увійде до 40 кращих держав світу». Досягти таких орієнтирів не вдалося

## Звіт за 2019-2020 рік
За даними оприлюдненими ДЕК Адміністрації Держспецзв’язку, Україна трохи посунувшись донизу в рейтингу конкурентоспроможності 2019 року, ще більше погіршила  власний показник, і посіла ще нижче місце в рейтингу 2020 року, та залишалася найменш конкурентоздатною в регіоні Західної та Східної Європи.